# Euneike (Nereide)
Euneike (altgriechisch Εὐνείκη Euneíkē) oder Eunike (Εὐνίκη Euníkē) ist eine Nymphe der Griechischen Mythologie.
Sie war eine der Nereiden, also eine der insgesamt 50 Töchter des Meeresgottes Nereus und der Okeanide Doris.